# Relentless IV: Ashes to Ashes
Relentless IV: Ashes to Ashes (titulada en España  La muerte al acecho ) es una película de suspenso estadounidense estrenada en 1994. La dirige Oley Sassone y está protagonizada por Leo Rossi, Famke Janssen y Colleen Coffey. Esta es la cuarta y hasta ahora última entrega de la serie implacable.

## Sinopsis
Sam Dietz (Leo Rossi) está de vuelta y tiene que encontrar y detener a otro asesino en serie antes de que vuelva a matar. Trabajo de detective para Dietz es duro tener que hacer malabares con dos mujeres hermosas, uno a su compañera (Colleen Coffey), y el otro su psiquiatra (Famke Janssen), que es la clave para el caso.

## Reparto
- Leo Rossi como detective Sam Dietz.
- Famke Janssen como doctora Sara Lee Jaffee.
- Colleen Coffey como detective Jessica Parreti.
- John Scott Clough como Martin Trainer.
- Christopher Pettiet como Cory Dietz.
- Ken Lerner como Al Rosenberg.
- Loring Pickering como detective Keller.
- Lisa Robin Kelly como Sherrie.
- Rainer Grant como víctima #1.
- Charlene Henryson como víctima #2.
- Claudette Roche como víctima #3.
- John Kelly como vecino.
- John Meyers como sospechoso de asesinato.